# 숀 버로스
숀 패트릭 버로스(영어: Sean Patrick Burroughs, 1980년 9월 12일~2024년 5월 9일)는 미국의 야구인이다. 선수 시절 포지션은 3루수로 2002년부터 2012년까지 메이저 리그 베이스볼의 샌디에이고 파드리스, 탬파베이 데블 레이스, 애리조나 다이아몬드백스, 미네소타 트윈스 소속으로 활동했다. 또한 미국 대표팀의 일원으로 2000년 하계 올림픽에서 금메달을 획득했다.